# Gwiozda Łowicko

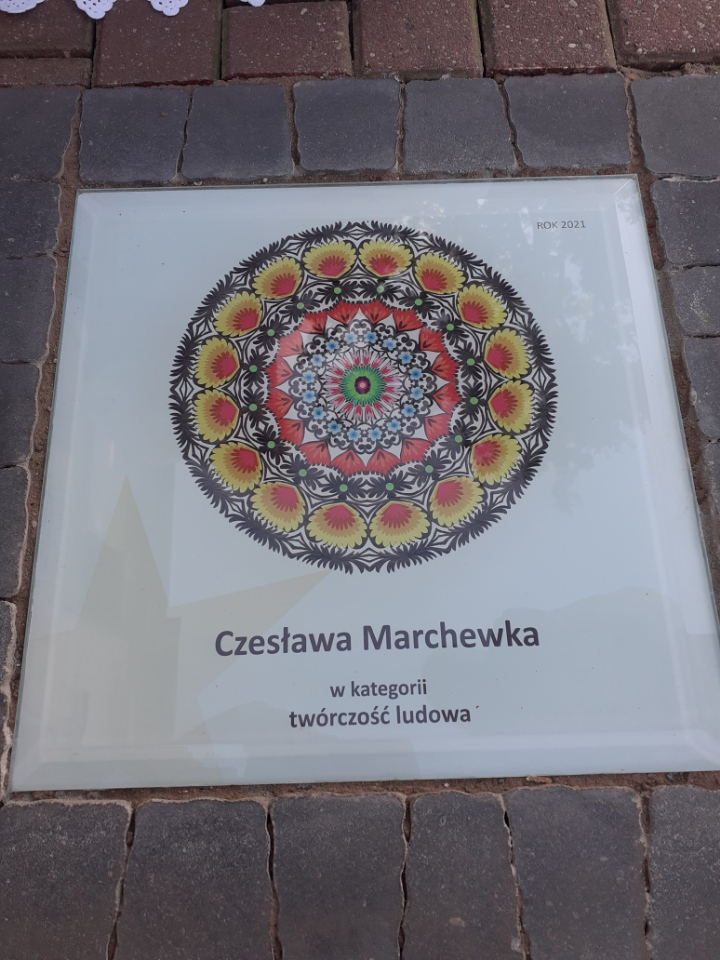
Gwiozda Łowicko przyznana Czesławie Marchewce – kurpiowskiej wycinankarce i hafciarce

Gwiozda Łowicko (z gwar. księżackiej, dosł. gwiozda łowicka) – doroczna nagroda honorowa z towarzyszącą jej aleją gwiazd na Starym Rynku w Łowiczu, przyznawana przez Radę Miejską w Łowiczu osobom zasłużonym dla polskiej, przede wszystkim księżackiej kultury ludowej. Nagroda jest przyznawana od 2010 r. w dwóch kategoriach: twórczość ludowa oraz upowszechnianie dóbr kultury ludowej.
Nazwa nagrody pochodzi od księżackiej, gwarowej nazwy łowickiej wycinanki – gwiozdy, której wizerunek widnieje na tabliczkach alei gwiazd wmurowanych w bruk.

## Odznaczeni

### 2021

#### W kategoriitwórczość ludowa
- siostry Anna Staniszewska i Teresa Kocus oraz pośmiertnie ich matka Helena Mucha – księżackie hafciarki i rękodzielniczki
- Czesława Marchewka – kurpiowska wycinankarka i hafciarka
- Józef Koszarek-Benkowy – podhalański rękodzielnik z Bukowiny Tatrzańskiej

#### W kategoriiupowszechnianie dóbr kultury ludowej
- Stanisław Wróbel – kierownik Regionalnego Zespołu Pieśni i Tańca „Boczki Chełmońskie”, pomysłodawca i założyciel Zespołu Śpiewaczego „Ksinzoki”[2]

### 2022

#### W kategoriitwórczość ludowa
- Joanna Bolimowska – księżacka poetka ludowa
- Czesław Kocemba – księżacki harmonista z Łagowa (pośmiertnie)

#### W kategoriiupowszechnianie dóbr kultury ludowej
- Eugeniusz Strycharski – były kierownik Dziecięco-Młodzieżowego Zespołu Ludowego „Koderki”
- Zbigniew Stań – kolekcjoner i właściciel Galerii Staroci i Pamiątek Regionalnych w Lipcach Reymontowskich[3]

### 2023

#### W kategoriitwórczość ludowa
- Leokadia Łacheta – księżacka hafciarka i koronkarka ludowa z Kocierzewa Południowego
- Andrzej Kozłowski – świętokrzyski rzeźbiarz ludowy

#### W kategoriiupowszechnianie dóbr kultury ludowej
- Jan Szymański – księżacki skrzypek ludowy z Albinowa
- Dziecięco-Młodzieżowy Zespół Ludowy „Koderki” z Łowicza[4]

### 2024

#### W kategoriitwórczość ludowa
- Stanisława Kowalewska z Nowego Holeszowa – podlaska twórczyni ludowa, tkaczka i szwaczka
- Barbara Frątczak – księżacka twórczyni ludowa ze Strzelcewa, propagatorka łowickiej kultury ludowej i gwary

#### W kategoriiupowszechnianie dóbr kultury ludowej
- Regionalny Zespół Pieśni i Tańca „Boczki Chełmońskie" z Boczek Chełmońskich
- Amatorski Zespół Regionalny im. Stanisława Władysława Reymonta z Lipiec Reymontowskich[5]